# Episodi de Il nostro amico Charly (undicesima stagione)
L'undicesima stagione della serie televisiva Il nostro amico Charly è stata trasmessa in anteprima in Germania dalla ZDF tra il 25 febbraio 2006 e il 27 maggio 2006.
| nº | Titolo originale             | Titolo italiano           | Prima TV Germania | Prima TV Italia |
| -- | ---------------------------- | ------------------------- | ----------------- | --------------- |
| 1  | Familienfeuer                | Feste di famiglia         | 25 febbraio 2006  |                 |
| 2  | Portugiesische Träume        | Il sogno portoghese       | 4 marzo 2006      |                 |
| 3  | Tiefe Wunden                 | Ferite profonde           | 11 marzo 2006     |                 |
| 4  | Aus heiterem Himmel          | Una sorpresa dall'Italia  | 18 marzo 2006     |                 |
| 5  | Chefsache                    | Una decisione importante  | 25 marzo 2006     |                 |
| 6  | Charly und Paula             | Charly e Paula            | 1º aprile 2006    |                 |
| 7  | Kuckuckseier                 | Un brutto scherzo         | 8 aprile 2006     |                 |
| 8  | Auswege                      | Soluzioni                 | 15 aprile 2006    |                 |
| 9  | Ein Pfundskerl namens Charly | La regata                 | 22 aprile 2006    |                 |
| 10 | Retter in der Not            | Un compagno per Tiffany   | 6 maggio 2006     |                 |
| 11 | Charly und die Leoparden     | Charly e i leopardi       | 13 maggio 2006    |                 |
| 12 | Charly und das blaue Buch    | Charly e il libro azzurro | 20 maggio 2006    |                 |
| 13 | Schöne Aussichten            | Belle prospettive         | 27 maggio 2006    |                 |